# Fire tekster af Nils Collett Vogt og Theodor Caspari
Fire tekster av Nils Collett Vogt og Theodor Caspari is een verzameling liederen van Eyvind Alnæs voor zangstem en piano. Het zijn toonzettingen bij een viertal gedichten van Nils Collett Vogt en Theodor Caspari. De liederen zijn uitgegeven door Warmuth.
De liederen zijn:
1. Til en, jeg holder af (Vogt)
2. Sindet sødmefyldt og ungt (Vogt)
3. Min Bregne (Caspari)
4. Nordlys (Caspari)